# 黃蘗寺
黃蘗寺也作黃檗寺，為台灣清治時期的一座寺廟，位於臺灣府城大北門外，約今社會住宅「宜居小東」一帶。

## 沿革
該寺原為陳永華之故居，明鄭覆滅以後，陳永華長子陳孟煒任船廠副將，次子陳孟球任山西督學，遂無人居住。1688年（清康熙27年）6月左營守備官孟太志捐款興建成寺，名曰黃蘗，1692年（清康熙31年）大火，修建後更具規模。
陳永華的故居改建成寺廟以後，許多敗亡的天地會眾慕名而來，落髮為僧隱於黃蘗寺內逃避追捕，故此黃蘗寺就成為了反清復明的重要據點，而黃蘗寺僧眾亦因此成為了官府的追殺對象。清乾隆年間，黃蘗寺方丈不慧大師與知府蔣元樞私交極好，然蔣元樞某日收到福建總督追拿天地會不慧大師的密函，不慧大師看出蔣元樞有心事，便問其究柢，得知後遂向官府自首。臨行前將天地會所藏的盔甲、糧餉、武器等焚毀，又將百餘萬香油錢交給蔣元樞，請其善用資金，造福黎民。最終不慧大師被押至北京，以叛逆罪名斬首於西市，黃蘗寺此後遂寂寥。
根據舉人陳輝在1738年（清乾隆3年）的〈鎮北門晚眺〉詩，寺廟其時已「僧歸廢寺」呈現衰頹。1899年（日明治32年）為闢建日本陸軍衛戍醫院與鐵路，遂將荒廢的寺廟拆除，原址改為宿舍。2009年開始的鐵路地下化計畫，工程期間亦未發現黃蘗寺的任何遺跡。而鐵路局宿舍改建的社會住宅「宜居小東」，施工前曾進行考古試掘，也無所獲。

## 供奉
- 正殿供奉黃蘗禪師併祀觀世音菩薩。
- 文衡聖帝在黃蘖寺拆毀之際，天壇的廟務執事將其奉遷至天壇主殿的左廂二樓，續享香火。